# Florian Stalder
Florian Stalder (* 13. September 1982 in der Lenk) ist ein ehemaliger Schweizer Radrennfahrer.

## Karriere
Sein erstes Radrennen, das er gleich gewann, bestritt Florian Stalder im Alter von 14 Jahren. Im Jahr 2001 wurde Stalder U23-Fahrer und nahm unter anderem an den Weltmeisterschaften in Hamilton und Verona teil. Beim GP Tell 2004 gewann er die Punktewertung und wurde im Gesamtklassement Vierter.
2005 erhielt er einen Vertrag beim tschechischen Ed’ System ZVVZ-Team. Er wurde Siebter bei den Schweizer Strassenmeisterschaften und Neunter der Rheinland-Pfalz-Rundfahrt.
2006 unterschrieb Stalder einen Vertrag beim Schweizer Team Phonak Hearing Systems. Bei der Österreich-Rundfahrt 2006 eroberte er auf der ersten Etappe die Führung in der Bergwertung, die er am darauffolgenden Tag wieder abgeben musste, und das Trikot des besten Sprinters, das er gewann. Zudem kam er bei seiner ersten dreiwöchigen Landesrundfahrt, der Vuelta a España, zum Einsatz. Er beendete das Rennen als 73.
2007 wechselte er zum österreichischen Professional Continental Team Volksbank. Bei seiner ersten Teilnahme an der Tour de Suisse 2007 gewann er auf Anhieb das Gesamtklassement der AXA-Winterthur-Sprintwertung. Den grössten Erfolg in einem Eintagesrennen in seiner noch jungen Karriere feierte Stalder am 1. September 2007, als er beim Halbklassiker Giro del Veneto nur hauchdünn vom Italiener Alessandro Bertolini geschlagen wurde und den zweiten Rang belegte. Das Jahr 2007 war das erfolgreichste in seiner Laufbahn, denn ausserdem fuhr er noch zehn weitere Top-Ten-Platzierungen ein. Vier weitere Ränge unter den Top Zehn liess er 2008 folgen, unter anderem beim GP Schwarzwald und bei der Bayern-Rundfahrt.
2009 wurde Stalder wie schon 2006 bei Phonak wieder von Teamchef Andy Rihs verpflichtet, der jetzt das BMC Racing Team leitete. Dort verhalf er als Domestike unter anderem Cadel Evans zum fünften Platz beim Giro d’Italia 2010.
Zum Ende der Saison 2010 beendete er seine Karriere, da er keinen neuen Vertrag bei BMC oder einem anderen Team erhalten konnte. Bei seinem letzten Rennen, einem Kriterium in Montreux, wurde er Fünfter.

## Erfolge
2004
- Punktewertung GP Tell

2005
- Sprintwertung Österreich-Rundfahrt

2006
- Sprintwertung Tour de Suisse